# Windsor (Australia)
Windsor è una città storica a nord-ovest di Sydney, Nuovo Galles del Sud, Australia. Si trova nell'area del governo locale di Hawkesbury. La città si trova sul fiume Hawkesbury, circondata da terreni agricoli e bush australiani. Molti tra i più antichi edifici europei ancora presenti in Australia si trovano a Windsor. Si trova a 46 kilometri a nord-ovest della metropolitana di Sydney, nella periferia della città diffusa.

## Dati demografici

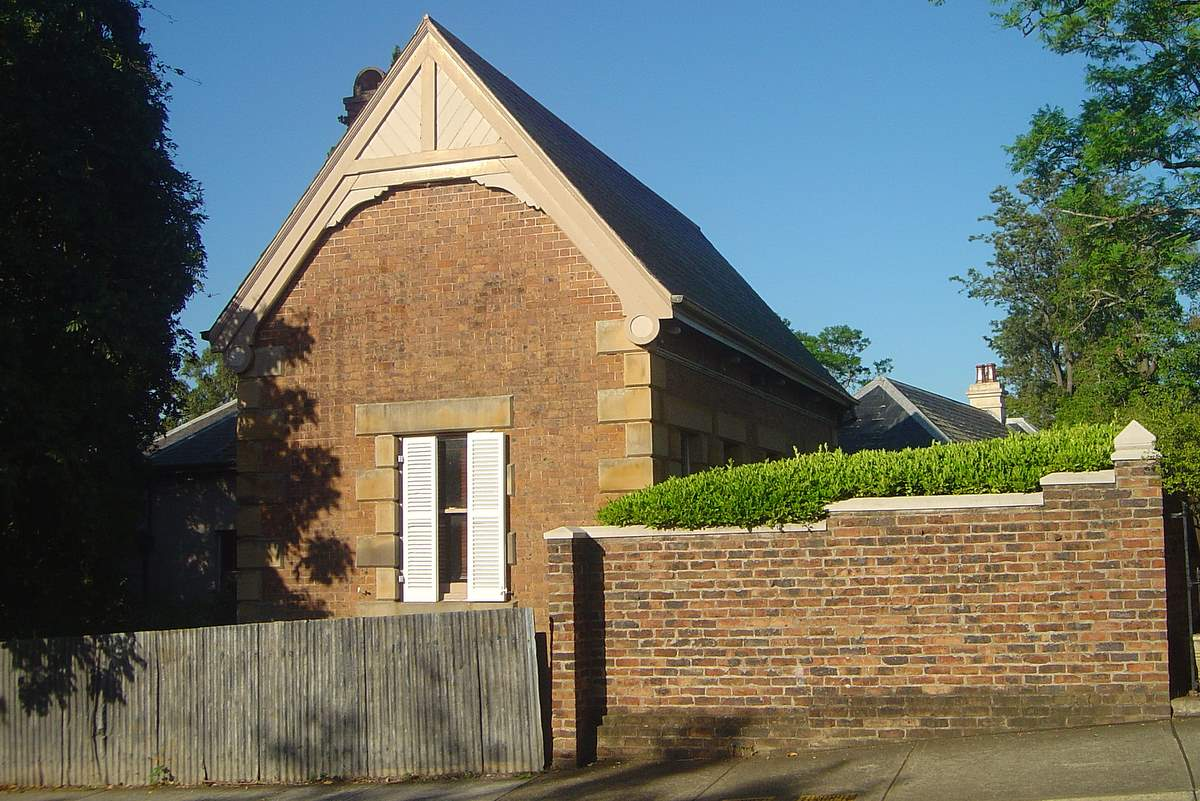
Il Santuario di Sunny Brae

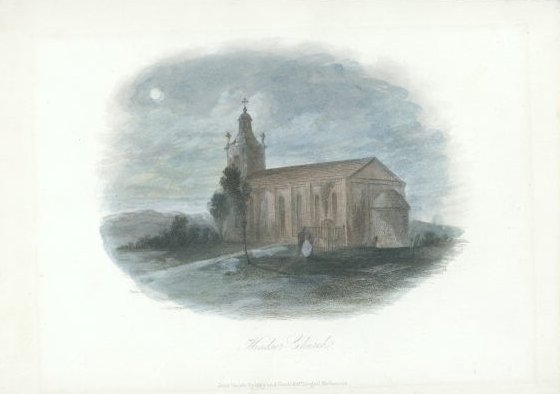
Chiesa di San Matteo

Durante il censimento del 2016, Windsor aveva una popolazione di 1.891 abitanti, con un'età media di 42 anni. Le ascendenze più comuni a Windsor erano inglesi (30,9%), australiane (28,9%), irlandesi (10,3%), scozzesi (7,5%) e tedesche (2,8%). La maggior parte delle persone di Windsor è nata in Australia (78,8%), seguita da Inghilterra (3,3%) e Nuova Zelanda (1,5%).
Il gruppo religioso più comune a Windsor era quello del cristianesimo (65,8%), di cui il 25,2% era cattolico e il 23,0% anglicano. Il secondo gruppo più numeroso era quello dell'irreligiosità (28,9%).
Le occupazioni più comuni a Windsor includevano professionisti (15,9%), tecnici e artigiani (15,1%), impiegati (13,6%), dirigenti (12,8%) e operai (11,0%). Il reddito familiare settimanale medio era 1422 dollari australiani.

## Geografia
La vicinanza di Windsor al fiume Hawkesbury ha provocato numerose inondazioni catastrofiche. Un ferro di cavallo sul muro esterno del pub Macquarie Arms segna il livello raggiunto dall'alluvione nel 1867. Durante quest'ultima, le spiagge lungo il fiume Hawkesbury fino a Barrenjoey furono disseminate di detriti della città.

## Storia
L'area di Windsor era originariamente abitata dalla nazione Dharuk (anche Darug) di popolazioni indigene aborigene.
Windsor è il terzo insediamento britannico più antico nel continente australiano. L'insediamento fu stabilito per la prima volta intorno al 1791, vicino al capolinea di navigazione sul fiume Hawkesbury (noto come Deerubbin inDharuk). I coloni europei utilizzarono le fertili pianure fluviali per l'agricoltura. L'area era originariamente chiamata Green Hills, ma venne in seguito ribattezzata Windsor (per la città di Windsor in Inghilterra). La città fu ufficialmente proclamata in un Government and General Order emesso dal palazzo del governo, a Sydney, datato 15 dicembre 1810. Il governatore Lachlan Macquarie "delineò il distretto di Green Hills", che "... chiamò Windsor", come Windsor sul Tamigi.
Mentre si trovava a Windsor, il governatore Macquarie ordinò che fossero erette le principali istituzioni, tra cui una chiesa, una scuola, una prigione e una "comodolocandao"  Macquarie Arms Hote). Di questi nuovi edifici, il più rilevante era la chiesa anglicana di San Matteo di Francis Greenwa. Fu proprio il governatorla e Macquarie a scegliere la posizione della chiesa. Samuel Marsden, cappellano principale della colonia, la consacrò l'8 dicembre 1822.
Windsor è stata scelta durante l'insediamento per il suo potenziale agricolo e la sua posizione accessibile. Nel 1813 fu consegnato al governatore Macquarie un rapporto dal conte Bathurst  che descriveva in dettaglio una proposta di invasione del fiume Hawkesbury da parte della Francia. Questa invasione, la quale non ebbe luogo, prendeva di mira il granaio di Windsor per tagliare le forniture a Sydney, dimostrando l'importanza di questo nuovo insediamento su scala globale. Windsor è a 56 chilometri a nord-ovest di Sydney e facilmente raggiungibile con la navigazione costiera da Sydney lungo il fiume Hawkesbury. Era conosciuto come il "cesto del pane", assicurando la sopravvivenza della colonia affamata. L'agricoltura estensiva ha causato l'interrimento del fiume Hawkesbury; inotrno agli anni '90 dell'800, il fiume Hawkesbury era talmente bloccato dal limo che le navi non riuscivano ad arrivare a Windsor dalla costa. A quel punto erano state costruite anche una ferrovia (nel 1864) e una strada (nel 1814) per compensare al disagio.
Il 1º gennaio 1803 nasce Daniel Egan.a Windsor. Sarebbe diventato sindaco di Sydney nel 1853.

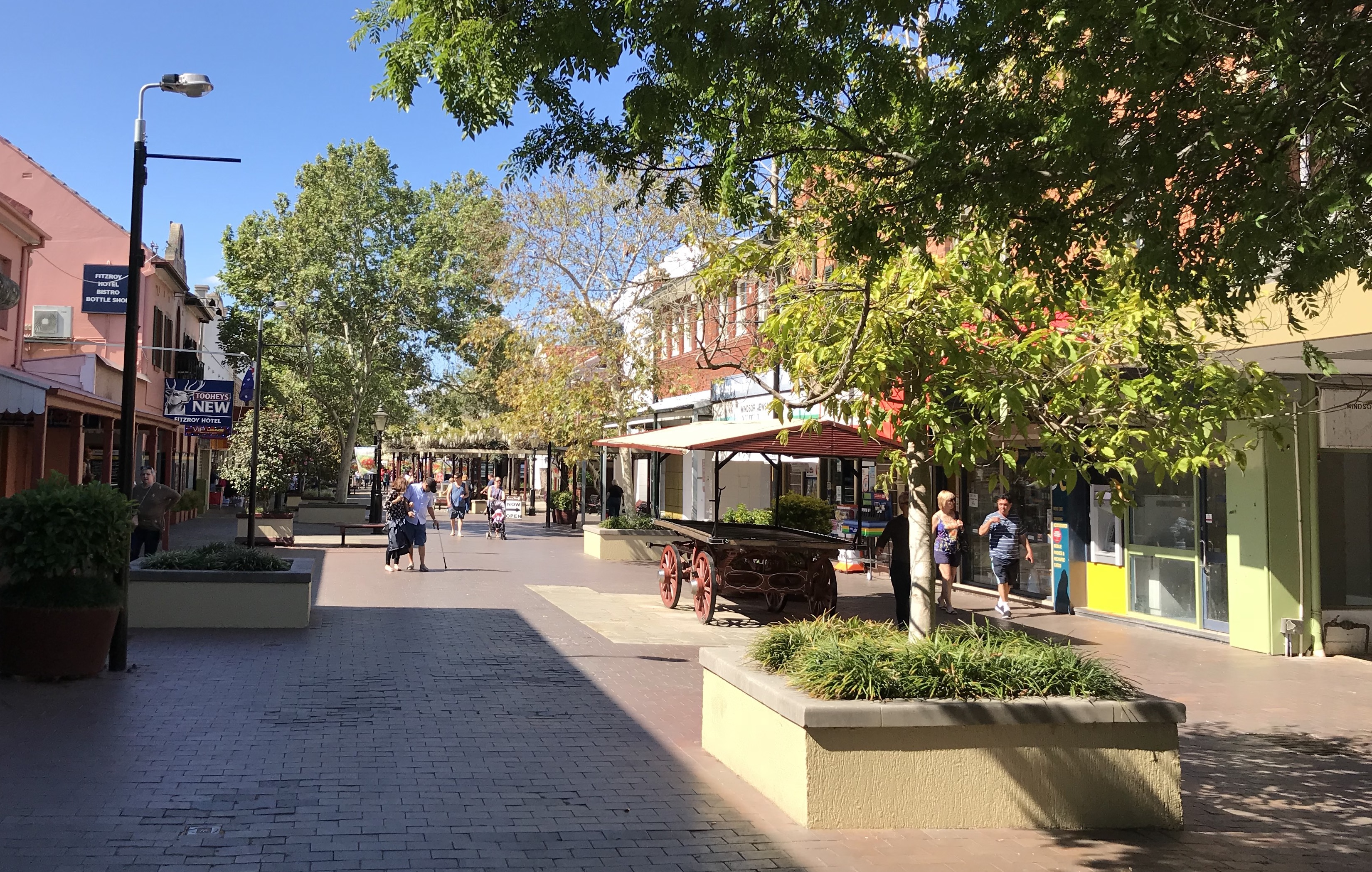
George Street, Windsor

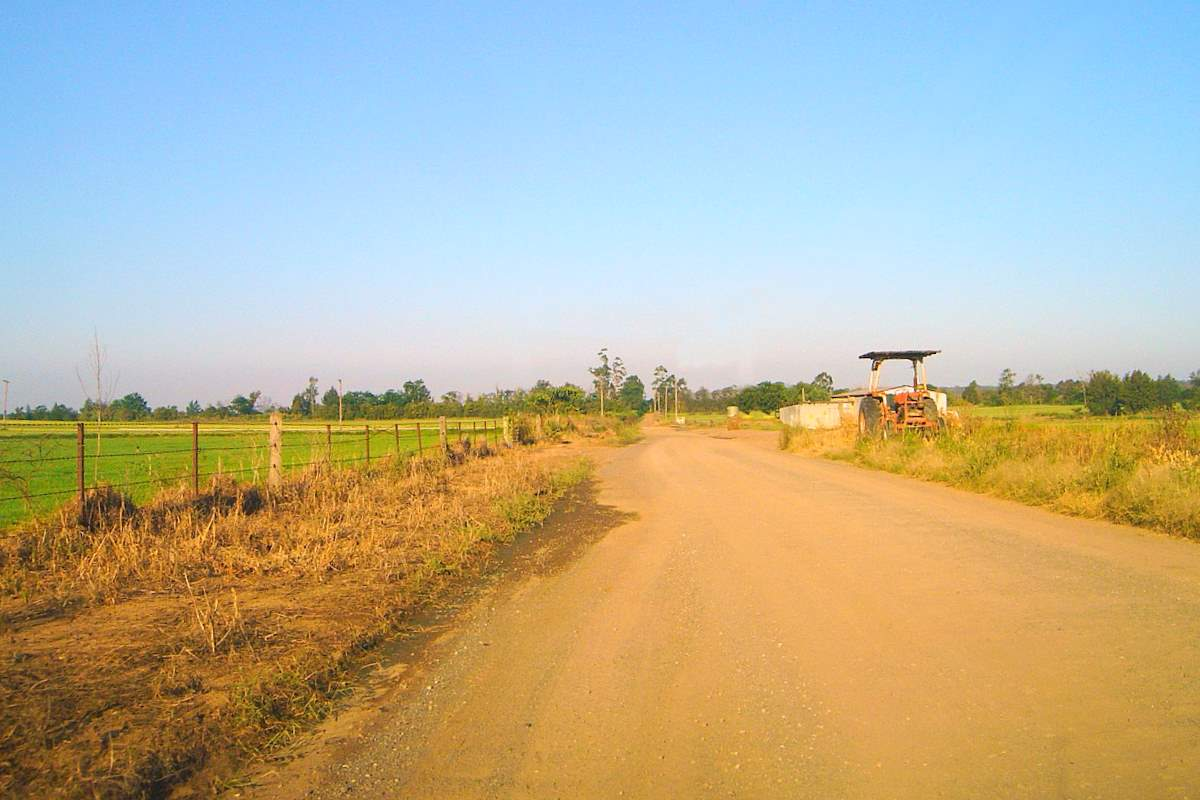
Una zona agricola a Windsor

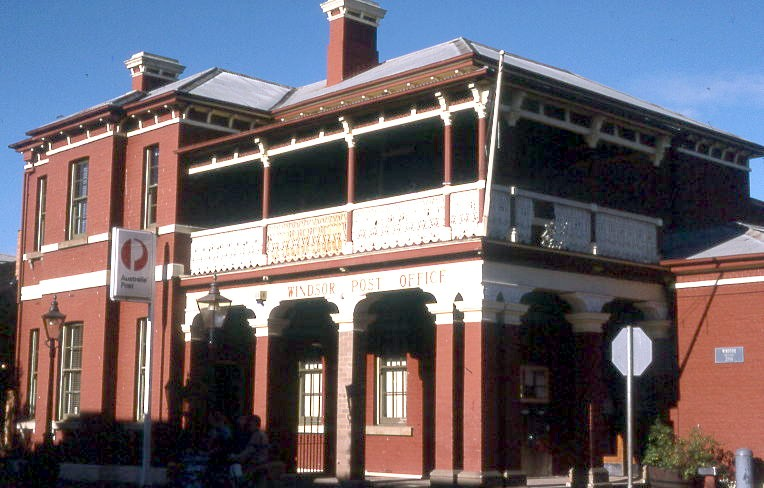
Ufficio postale di Windsor

## Siti patrimonio dell'UNESCO
Windsor ha una serie di siti patrimonio dell'umanità, tra cui:
- Ferrovia Blacktown-Richmond: Windsor railway station[4]
- 32-34 Bridge Street: Windsor Police Station Stables[5]
- Claremont Crescent: Claremont Cottage[6]
- Court and Pitt Streets: Windsor Court House[7]
- 29 Fitzgerald Street: Mackenzie House[8]
- 41 George Street: Government Cottage Archaeological Site[9]
- 126 George Street: Loder House[10]
- 226 George Street: Simmons Hardware Store[11]
- 350 George Street: Reverend Turner Cottage[12]
- 361 George Street: McQuade Park[13]
- 23-27 Johnston Street: Johnston Street terraces[14]

- Macquarie Street: Windsor Uniting Church and Hall[15]
- 49 Macquarie Street: Windsor Methodist Parsonage[16]
- Moses Street: St Matthew's Anglican Church[17]
- 25, 28, 29, 31–33, 35 North Street: North Street residences[18][19][20][21][22]
- 37-39 North Street: Court House Hotel[23]
- Palmer Street: Peninsula House and Tebbutt's Observatory[24]
- Thompson Square: Macquarie Arms Hotel[25]
- Thompson Square: Thompson Square Conservation Area[26]
- 5 Thompson Square: 5 Thompson Square[27]

## Media
Gli studi della stazione radio comunitaria locale, Hawkesbury Radio, si trovano a Windsor.
Pitt Town, che si trova a 9,3 chilometri a nord-ovest di Windsor, è stata una location per le riprese della serie televisiva di Channel 7 Wandin Valley. Era il set della città immaginaria di Wandin Valley. Pitt Town ha ospitato una clinica medica. La Windsor High School a Mulgrave è stata anche utilizzata come la fittizia Burrigan High School nella serie.

## Trasporti
L'espansione urbana della metropolitana di Sydney ha quasi raggiunto Windsor. La città è ora considerata un sobborgo esterno che ha mantenuto il suo fascino di piccola cittadina di campagna. La crescita nell'area di Hawkesbury ha creato una maggiore necessità di trasporti pubblici e strade. La maggior parte delle persone di Windsor si è recata al lavoro in auto nel 2016 (68,9%). Solo il 9,0% delle persone ha utilizzato i mezzi pubblici.
La stazione ferroviaria di Windsor è stata aperta il 1 dicembre 1864. Si trova sul ramo Richmond della T1 North Shore &amp; Western Line e T5 Cumberland Line della rete Sydney Trains.
Il ponte di Windsor, costruito nel 1874, è situato nel centro della città. È il più antico attraversamento esistente sul fiume Hawkesbury. Nel 2013 è stato proposto dal governo del New South Wales di demolire il ponte esistente e sostituirlo con un ponte più sicuro. È stata suggerita un'opzione migliore dal gruppo di attivisti politici Community Action for Windsor Bridge (CAWB), ovvero una circonvallazione, per preservare la storia, garantire la sicurezza e gestire meglio la congestione di Windsor Road. Tuttavia, la costruzione del nuovo ponte è in corso ed è proseguita nonostante le proteste. Il 18 maggio 2020 il ponte sostitutivo è stato aperto al traffico all'interno di Windsor.
Windsor è anche collegata a Parramatta tramite la pista ciclabile di Windsor Road lunga 31 chilometri, con gran parte del suo percorso sulla North-West T-way.

## Area commerciale
Il mercato domenicale del Windsor Mall si tiene ogni domenica dalle 9.00 alle 15.00. I mercati contengono bancarelle che vendono gioielli, libri, arte e artigianato, dipinti, articoli di moda, prodotti freschi coltivati localmente, marmellate prodotte localmente e molti stand di cibo e bevande.